# İsmail Yüksek
İsmail Yüksek (sinh ngày 26 tháng 1 năm 1999) là một cầu thủ bóng đá chuyên nghiệp người Thổ Nhĩ Kỳ thi đấu ở vị trí tiền vệ cho câu lạc bộ Fenerbahçe tại Süper Lig và đội tuyển quốc gia Thổ Nhĩ Kỳ.

## Thống kê sự nghiệp

### Câu lạc bộ
Tính đến ngày 14 tháng 3 năm 2024
| Club                   | Season           | League           | League | League | Cup  | Cup   | Continental | Continental | Other | Other | Total | Total |
| Club                   | Season           | Division         | Apps   | Goals  | Apps | Goals | Apps        | Goals       | Apps  | Goals | Apps  | Goals |
| ---------------------- | ---------------- | ---------------- | ------ | ------ | ---- | ----- | ----------- | ----------- | ----- | ----- | ----- | ----- |
| Gölcükspor             | 2018-19          | TFF Third League | 22     | 1      | 1    | 0     | —           | —           | —     | —     | 23    | 1     |
| Gölcükspor             | 2019-20          | TFF Third League | 27     | 8      | 0    | 0     | —           | —           | —     | —     | 27    | 8     |
| Gölcükspor             | Total            | Total            | 49     | 9      | 1    | 0     | 0           | 0           | 0     | 0     | 50    | 9     |
| Fenerbahçe             | 2020–21          | Süper Lig        | 1      | 0      | 0    | 0     | —           | —           | —     | —     | 1     | 0     |
| Balıkesirspor (loan)   | 2020-21          | TFF First League | 11     | 1      | 1    | 0     | —           | —           | —     | —     | 12    | 1     |
| Adana Demirspor (loan) | 2020-21          | TFF First League | 7      | 0      | 0    | 0     | —           | —           | —     | —     | 7     | 0     |
| Bursaspor (loan)       | 2021-22          | TFF First League | 29     | 3      | 1    | 0     | —           | —           | —     | —     | 30    | 3     |
| Fenerbahçe             | 2022–23          | Süper Lig        | 19     | 0      | 4    | 0     | 9           | 1           | —     | —     | 33    | 1     |
| Fenerbahçe             | 2023–24          | Süper Lig        | 26     | 0      | 3    | 0     | 12          | 1           | 0     | 0     | 41    | 1     |
| Fenerbahçe             | Fenerbahçe Total | Fenerbahçe Total | 46     | 0      | 7    | 0     | 21          | 2           | 0     | 0     | 73    | 2     |
| Career total           | Career total     | Career total     | 140    | 13     | 10   | 0     | 21          | 2           | 0     | 0     | 173   | 15    |

1. ↑  Two appearances in UEFA Champions League, seven appearances and one goal in UEFA Europa League
2. ↑  Appearances in UEFA Conference League
3. ↑  Appearances in Turkish Super Cup

### Quốc tế
Tính đến ngày 26 tháng 3 năm 2024
| Đội tuyển quốc gia | Năm       | Trận | Bàn |
| ------------------ | --------- | ---- | --- |
| Thổ Nhĩ Kỳ         | 2022      | 4    | 1   |
| Thổ Nhĩ Kỳ         | 2023      | 8    | 0   |
| Thổ Nhĩ Kỳ         | 2024      | 2    | 0   |
| Tổng cộng          | Tổng cộng | 14   | 1   |

Bàn thắng và kết quả của Thổ Nhĩ Kỳ được để trước.
| # | Ngày                | Địa điểm                                                  | Đối thủ    | Bàn thắng | Kết quả | Giải đấu                    |
| - | ------------------- | --------------------------------------------------------- | ---------- | --------- | ------- | --------------------------- |
| 1 | 22 tháng 9 năm 2022 | Sân vận động Başakşehir Fatih Terim, Istanbul, Thổ Nhĩ Kỳ | Luxembourg | 3–3       | 3–3     | UEFA Nations League 2022–23 |